# Zatoki przynosowe

Lokalizacja zatok przynosowych

Zatoki przynosowe.

Zatoki przynosowe (łac.  sinus paranasales) – przestrzenie pneumatyczne w kościach twarzoczaszki mające połączenie z jamą nosową. Są to wpuklenia błony śluzowej wrośnięte od jamy nosowej w otaczające kości, od których przyjmują swoje nazwy. Zaczynają się one rozwijać u człowieka już w życiu płodowym, ostateczne zaś wymiary osiągają w drugiej dekadzie życia.
W rozwoju embrionalnym jako pierwsza wykształca się zatoka szczękowa.
Rola zatok przynosowych w organizmie człowieka jest przedmiotem wielu badań i jak dotąd nie została ostatecznie wyjaśniona. Niektóre, domniemane funkcje zatok przynosowych to:
- oddechowa (nawilżanie i ogrzewanie wdychanego powietrza oraz wyrównanie różnicy ciśnień podczas oddychania lub podczas gwałtownego wzrostu jego wartości),
- węchowa,
- mechaniczna (ochrona mózgoczaszki przed urazami),
- termiczna (termoizolacja oraz ogrzewanie podstawy czaszki i oczodołu),
- statyczna (zmniejszenie wagi szkieletu twarzoczaszki),
- fonetyczna (przestrzeń rezonacyjna, ochrona ucha wewnętrznego przed przewodzeniem drogą kostną własnego głosu).

Zatoki przynosowe obejmują:
- zatoki czołowe (parzyste),
- komórki sitowe,
- zatoki klinowe (mogą być dwie),
- zatoki szczękowe (parzyste),
- zatoki łzowe.

Rysunek lokalizacji zatok przynosowych
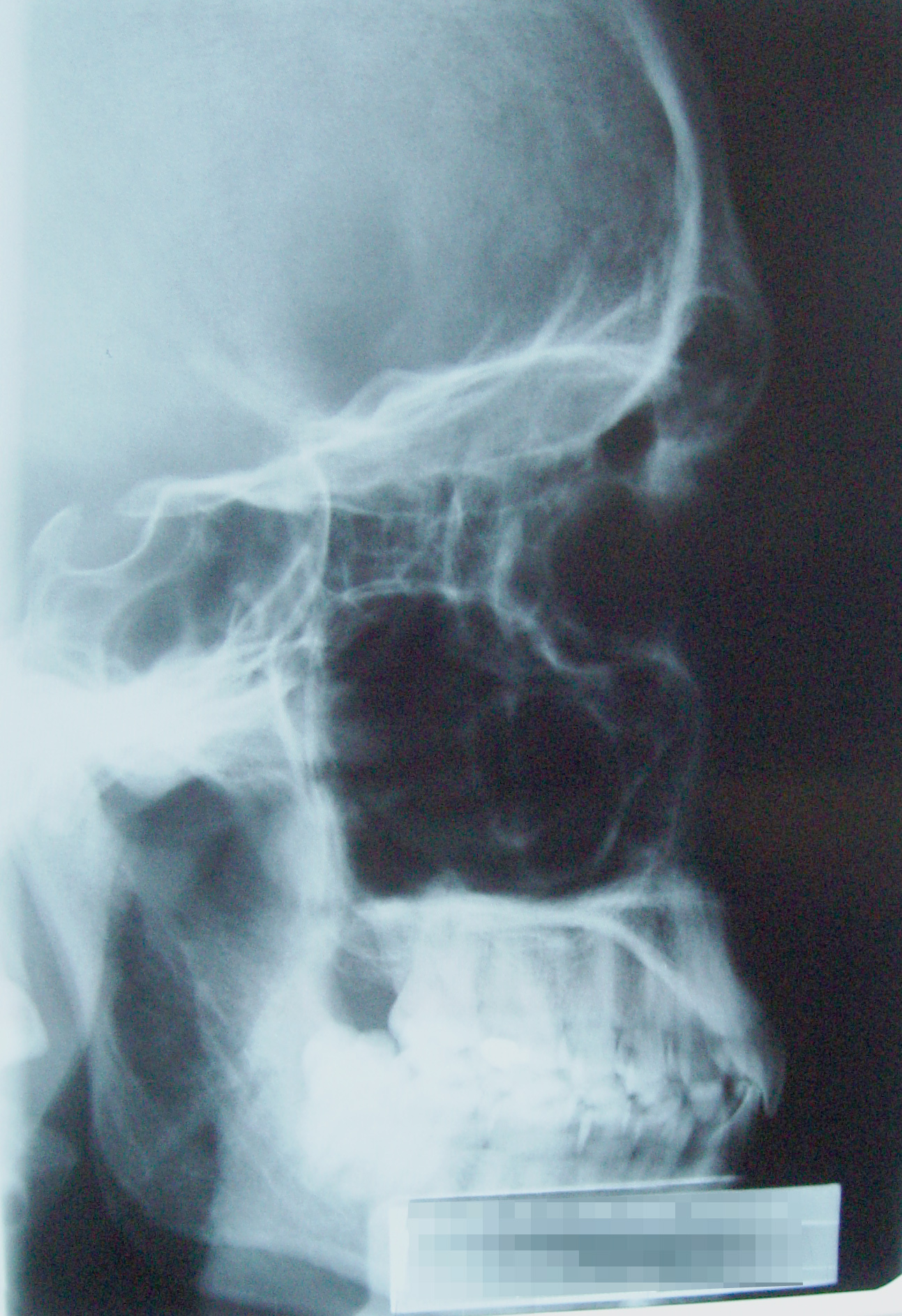
Zdjęcie RTG boczne uwidaczniające zatoki przynosowe
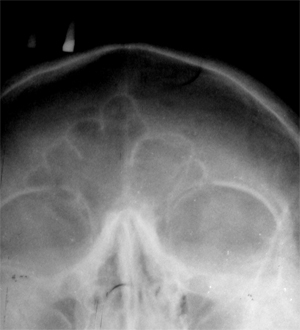
Zdjęcie RTG celowane na zatoki czołowe